# Zagrebački električni tramvaj
Zagrebački električni tramvaj (ZET) è un'azienda croata che gestisce il trasporto pubblico a Zagabria e in parte della Regione zagabrese.
Esercita 146 linee bus, 19 linee tranviarie, 1 cabinovia e 1 funicolare.

## Storia
La prima linea tranviaria di Zagabria fu inaugurata il 5 settembre 1891 a trazione animale. Nel 1910 venne fondata ZET, che procedette direttamente all'elettrificazione della linea tranviaria, che negli anni si è espansa fino a raggiungere 19 linee, di cui 15 pomeridiane e 4 notturne, per un'estensione totale di 117 km.

## Linee gestite da ZET

### Linee tranviarie
ZET gestisce in totale 19 linee, di cui 15 pomeridiane, con un'attesa media di 10 minuti, e 4 notturne, con un'attesa media di 40 minuti.

### Linee autobus
L'azienda gestisce 146 linee, sia nell'area di Zagabria, che nei comuni limitrofi di Zaprešić, Velika Gorica, Luka, Bistra, Jakovlje, Klinča Sela e Stupnik.

### Funicolare
ZET gestisce anche l'unica funicolare di Zagabria, costruita nel 1890 e inaugurata nel 1893.

### Cabinovia
La cabinovia portava a Sljeme, sul monte Medvednica. Operativa dal 27 luglio 1963 al 30 giugno 2007, è fuori servizio, ma sono al vaglio dei progetti per l'ammodernamento.

## La flotta
La flotta ZET è composta da 743 vetture:
- 412 autobus;
- 278 tram
- 21 vetture per il trasporto disabili
- 28 scuolabus
- 2 cabine
- 2 treni turistici

### Autobus
- Cacciamali Urby
- Iveco Bus Urbanway
- Irisbus Crossway
- Mercedes-Benz Citaro
- Mercedes-Benz Sprinter
- MAN Lion's City

### Tram
- Tatra T4
- Tatra KT4
- TMK 201
- TMK 2100
- TMK 2200
- TMK 2300